# Északír női labdarúgó-válogatott
Az északír női labdarúgó-válogatott képviseli Észak-Írországot a nemzetközi női labdarúgó eseményeken. A csapatot az északír labdarúgó-szövetség szervezi és irányítja. A női válogatott szövetségi kapitánya Alfie Wylie.
A északír női nemzeti csapat még egyszer sem kvalifikálta magát világbajnokságra és az Európa-bajnokságra. Észak-Írország nem tagja a Nemzetközi Olimpiai Bizottságnak, így olimpiai selejtezőn nem vett részt. A 2012-es londoni játékokon sem szerepel északír játékos a brit csapatban.

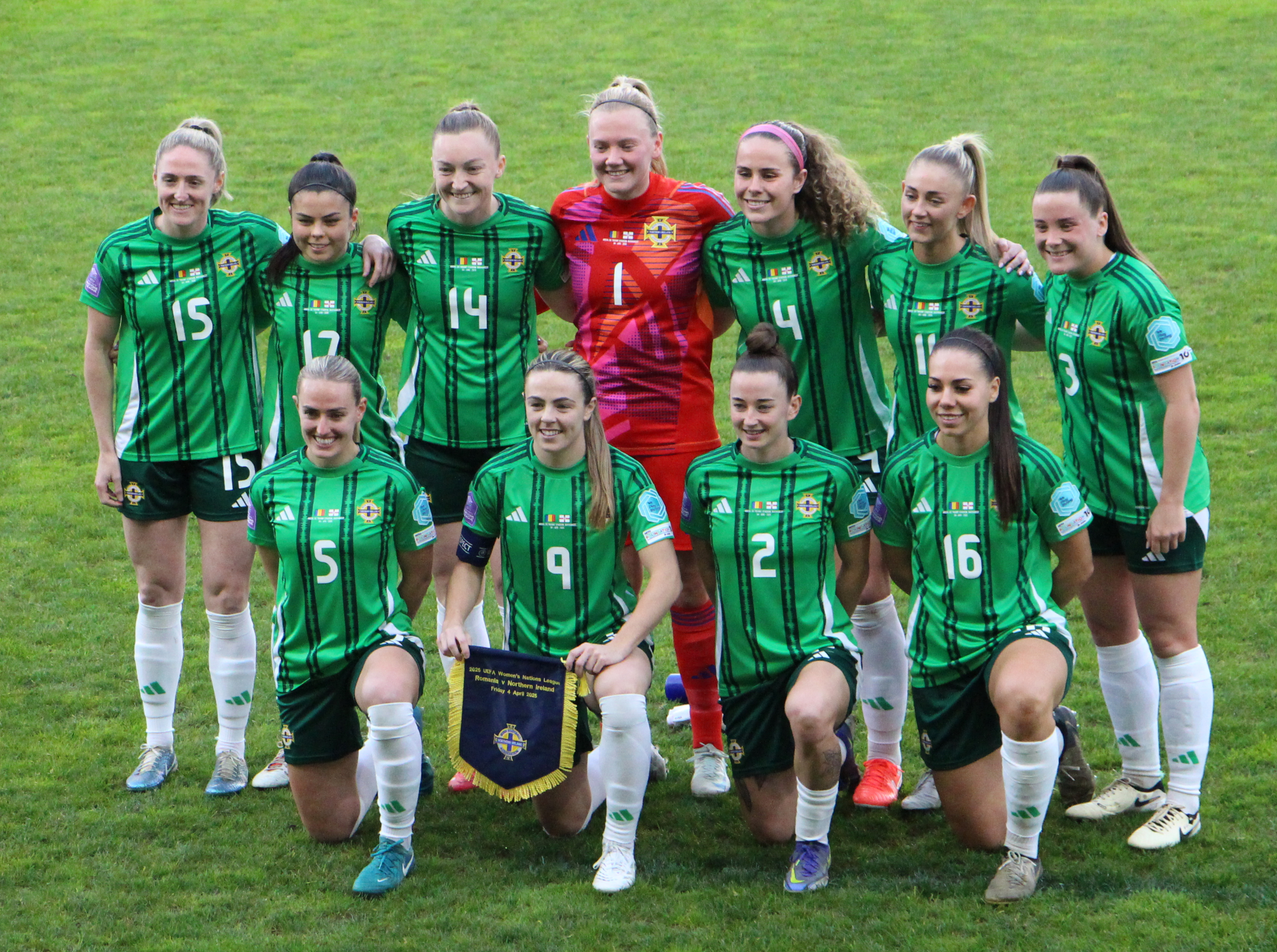
Az északír válogatott 2025-ben.

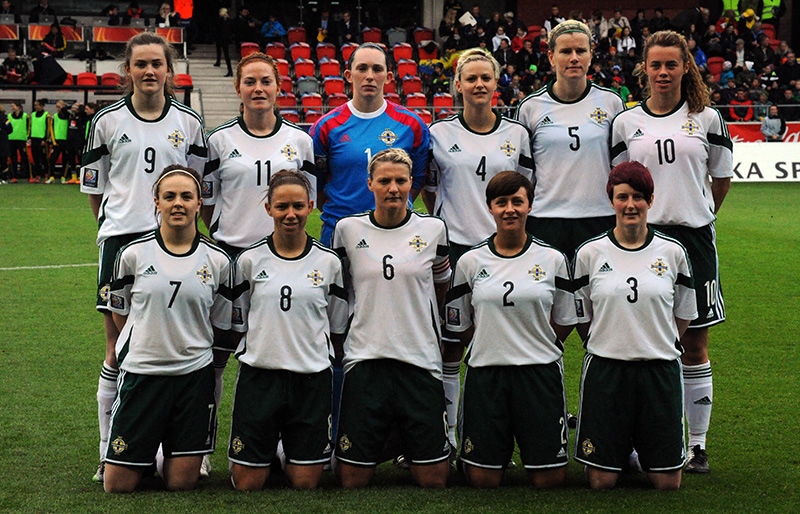
Az északír válogatott 2014-ben.
Felső sor, balról: Aimee Mackin, Marissa Callaghan, Emma Higgins, Nadene Caldwell, Julie Nelson, Laura Rafferty.
Alsó sor, balról: Simone Magill, Lynda Shepherd, Ashley Hutton, Lyndsay Corry, Kelly Bailie.

## Nemzetközi eredmények

### Világbajnoki szereplés
| Év       | Helyszín         | Eredmény      | Hely | M | Gy | D | V | Rg | Kg | Gk | P |
| -------- | ---------------- | ------------- | ---- | - | -- | - | - | -- | -- | -- | - |
| 1991     | Kína             | nem jutott be | –    | – | –  | – | – | –  | –  | –  | – |
| 1995     | Svédország       | nem jutott be | –    | – | –  | – | – | –  | –  | –  | – |
| 1999     | Egyesült Államok | nem jutott be | –    | – | –  | – | – | –  | –  | –  | – |
| 2003     | Egyesült Államok | nem jutott be | –    | – | –  | – | – | –  | –  | –  | – |
| 2007     | Kína             | nem jutott be | –    | – | –  | – | – | –  | –  | –  | – |
| 2011     | Németország      | nem jutott be | –    | – | –  | – | – | –  | –  | –  | – |
| 2015     | Kanada           | nem jutott be | –    | – | –  | – | – | –  | –  | –  | – |
| 2019     | Franciaország    | nem jutott be | –    | – | –  | – | – | –  | –  | –  | – |
| Összesen | Összesen         | 0 / 8         |      | – | –  | – | – | –  | –  | –  | – |

### Európa-bajnoki szereplés
| Év       | Helyszín            | Eredmény      | Hely | M | Gy | D | V | Rg | Kg | Gk | P |
| -------- | ------------------- | ------------- | ---- | - | -- | - | - | -- | -- | -- | - |
| 1984     | –                   | nem jutott be | –    | – | –  | – | – | –  | –  | –  | – |
| 1987     | Norvégia            | nem jutott be | –    | – | –  | – | – | –  | –  | –  | – |
| 1989     | NSZK                | nem jutott be | –    | – | –  | – | – | –  | –  | –  | – |
| 1991     | Dánia               | nem jutott be | –    | – | –  | – | – | –  | –  | –  | – |
| 1993     | Olaszország         | nem jutott be | –    | – | –  | – | – | –  | –  | –  | – |
| 1995     | Németország         | nem jutott be | –    | – | –  | – | – | –  | –  | –  | – |
| 1997     | Norvégia Svédország | nem jutott be | –    | – | –  | – | – | –  | –  | –  | – |
| 2001     | Németország         | nem jutott be | –    | – | –  | – | – | –  | –  | –  | – |
| 2005     | Anglia              | nem jutott be | –    | – | –  | – | – | –  | –  | –  | – |
| 2009     | Finnország          | nem jutott be | –    | – | –  | – | – | –  | –  | –  | – |
| 2013     | Svédország          | nem jutott be | –    | – | –  | – | – | –  | –  | –  | – |
| 2017     | Hollandia           | nem jutott be | –    | – | –  | – | – | –  | –  | –  | – |
| 2021     | Anglia              |               |      |   |    |   |   |    |    |    |   |
| Összesen | Összesen            | 0 / 12        | –    | – | –  | – | – | –  | –  | –  | – |

### Olimpiai szereplés
| Év       | Helyszín       | Eredmény      | Hely | M | Gy | D | V | Rg | Kg | Gk | P |
| -------- | -------------- | ------------- | ---- | - | -- | - | - | -- | -- | -- | - |
| 1996     | Atlanta        | nem jutott be | –    | – | –  | – | – | –  | –  | –  | – |
| 2000     | Sydney         | nem jutott be | –    | – | –  | – | – | –  | –  | –  | – |
| 2004     | Athén          | nem jutott be | –    | – | –  | – | – | –  | –  | –  | – |
| 2008     | Peking         | nem jutott be | –    | – | –  | – | – | –  | –  | –  | – |
| 2012     | London         | nem jutott be | –    | – | –  | – | – | –  | –  | –  | – |
| 2016     | Rio de Janeiro | nem jutott be | –    | – | –  | – | – | –  | –  | –  | – |
| 2020     | Tokió          |               |      |   |    |   |   |    |    |    |   |
| Összesen | Összesen       | 0 / 7         |      | – | –  | – | – | –  | –  | –  | – |

## Lásd még
- Északír labdarúgó-válogatott